# Gmina związkowa Glan-Münchweiler
Gmina związkowa Glan-Münchweiler (niem. Verbandsgemeinde Glan-Münchweiler) – dawna gmina związkowa w Niemczech, w kraju związkowym Nadrenia-Palatynat, w powiecie Kusel. Siedziba gminy związkowej znajdowała się w miejscowości Glan-Münchweiler. 1 stycznia 2017 gmina związkowa została połączona z gminami związkowymi Schönenberg-Kübelberg oraz Waldmohr tworząc nową gminę związkową Oberes Glantal.

## Podział administracyjny
Gmina związkowa zrzeszała 13 gmin wiejskich:
1. Börsborn
2. Glan-Münchweiler
3. Henschtal
4. Herschweiler-Pettersheim
5. Hüffler
6. Krottelbach
7. Langenbach
8. Matzenbach
9. Nanzdietschweiler
10. Quirnbach/Pfalz
11. Rehweiler
12. Steinbach am Glan
13. Wahnwegen